# Awty International School
Оти (англ. Awty) — частная школа для детей от трёх до восемнадцати лет, расположенная в Хьюстоне (штат Техас, США). Это самая большая международная школа в США и самая большая частная школа в Техасе.

## История создания
Оти была открыта Каслин (Кей) Оти (англ. Kathleen Awty) 10 сентября 1956 года.
Школа переехал на 1615 Гарретсон-стрит в 1960 году. Она служила детям дошкольного и младшего школьного возраста (до 6 класса) до 1970 года. Старшая средняя школа открылась в 1975 году. В 1976 году четыре девушки стали первыми выпускницами школы. В 1979 Оти объединилась с Французской Школой Хьюстона (англ. French School of Houston) и начала предлагать двуязычную программу. В том же году школа переехала на новую территорию, где она и расположена по сей день.
В 1984 году школа получила своё название Международная Школа Оти (англ. Awty International School). В апреле 1989 школа планировала начать немецкую программу с той же самой структурой, что и французская программа. Предполагалось, что от 20 до 30 немецких студентов приедут в осеннем семестре. В 1990 году открылось новое здание для студентов дошкольного возраста. Кей Оти скончалась в 1996 году.
На своё 50-летие в 2006 году, школа построила $5-миллионный спортивный комплекс, включающий стадион на 1400 мест, 85 паковочных мест и 4 теннисных корта.

## Программа обучения
Школа предоставляет возможность получения «Степени бакалавра» (англ. IB Diploma), французской степени бакалавра и американского диплома. С 2014 школы «Оти» является единственной школой в г. Хьюстон, предоставляющей возможность получения французской степени бакалавра. Школа предлагает обучение для учащихся, родным языком которых является английский, французский, испанский, арабский, датский, немецкий или итальянский. Все учащиеся школы обязаны изучать иностранные языки. Для изучения предлагаются английский, французский и испанский язык.

## Территория школы
Школа расположена в районе Спринг Бранч на западе г. Хьюстона. В здании школы — 120 классных комнат. В 2012 г. было возведено новое здание «Левант». В этом новом трехэтажном здании расположены 33 классные комнаты. Рядом возведен пятиэтажный паркинг. Также построено новое здание для начальной школы. На территории школы имеется отдельное здание для различных художественных и спортивных классов. Здание для дошкольников было построено в 1990 году, а в 1991 — помещение для занятий естественными науками.

## Оплата обучения
На 2014 год оплата обучения составляла от 16 тыс. до 22 тыс. долларов США.

## Спорт
Тренер Джон Хой возглавляет спортивный сектор школы. Спортивный комплекс расположен по адресу 1255 North Post Oak. В него входит стадион на 1400 мест, четыре теннисных корта, футбольное поле, 80 паковочных мест, раздевалки, место для склада, кабинеты тренеров, буфет и беговые дорожки.